# Conway (Washington)
Conway az Amerikai Egyesült Államok északnyugati részén, Washington állam Skagit megyéjében elhelyezkedő település.
Conway önkormányzattal nem rendelkező, úgynevezett statisztikai település; a Népszámlálási Hivatal nyilvántartásában szerepel, de közigazgatási feladatait Skagit megye látja el. A 2010. évi népszámlálási adatok alapján 91 lakosa van.
A település iskolájának fenntartója a Conwayi Tankerület.

## Népesség
A település népességének változása:
| Lakosok száma | 84   | 91   | 87   |
|               | 2000 | 2010 | 2020 |